# Philip Courtenay
Sir Philip Courtenay of Molland (* um 1403; † 1489) war ein englischer Ritter.

## Leben
Sir Philip Courtenay war der zweite Sohn von Sir Philip Courtenay of Powderham und Elizabeth Hungerford.
Die Familie Courtenay ist ein altes Adelsgeschlecht mit einer englischen Linie, die den Titel Earl of Devon, mit Unterbrechung, seit dem frühen 14. Jahrhundert trägt.
Philip Courtenay of Molland war der Begründer der Seitenlinie of Molland.
Haus und Gut in Molland in Devon wurde durch seine Mutter in die Familie gebracht und Sir Philip erhielt dies als Erbe von seinem Vater.
Sir Philip kämpfte während der Rosenkriege für das Haus York bei der Schlacht von Tewkesbury am 4. Mai 1471 und bei der Schlacht von Bosworth am 22. August 1485.
In Tewkesbury wurde Philip als Knight Bachelor zum Ritter geschlagen.
Sir Philip war 1471 Sheriff von Devonshire und wurde unter Richard III. zum Knight of the Kings Body ernannt.
Sir Philip starb 1489.

## Ehe und Nachkommen
Sir Philip war verheiratet mit Elizabeth, Tochter des Robert Hingston.
Das Paar hatte folgende Nachkommen
- John
- Philip of Loughter
- William
- Margaret ⚭ Sir John Champernon
- Elizabeth ⚭ Edward Courtenay, 1. Earl of Devon